# Melanesische ijsvogel
De Melanesische ijsvogel (Todiramphus tristrami) is een vogel uit de familie Alcedinidae (ijsvogels). Deze soort wordt vaak nog beschouwd, onder andere door BirdLife International, als ondersoort van de witkraagijsvogel (T. chloris) en is daarom niet als soort geëvalueerd voor een IUCN-status. Deze vogel is genoemd naar de Britse dominee en natuuronderzoeker Henry Baker Tristram.

## Verspreiding en leefgebied
De Melanesische ijsvogel komt voor op de Bismarck-archipel en de Salomonseilanden. Er worden zeven ondersoorten onderscheiden:
- T. t. nusae: Lavongai, Nieuw-Ierland (behalve het zuidwesten) en Feni (Bismarck-archipel).
- T. t. matthiae: Sint-Matthias-eilanden (Bismarck-archipel).
- T. t. stresemanni: de eilanden tussen Nieuw-Guinea en Nieuw-Brittannië (Bismarck-archipel).
- T. t. novaehiberniae: zuidwestelijk Nieuw-Ierland (Bismarck-archipel).
- T. t. bennetti: Nissan (Bismarck-archipel).
- T. t. tristrami: Nieuw-Brittannië (Bismarck-archipel).
- T. t. alberti: van Buka zuidoostelijk tot Guadalcanal (Salomonseilanden).